# La Força (tarot)

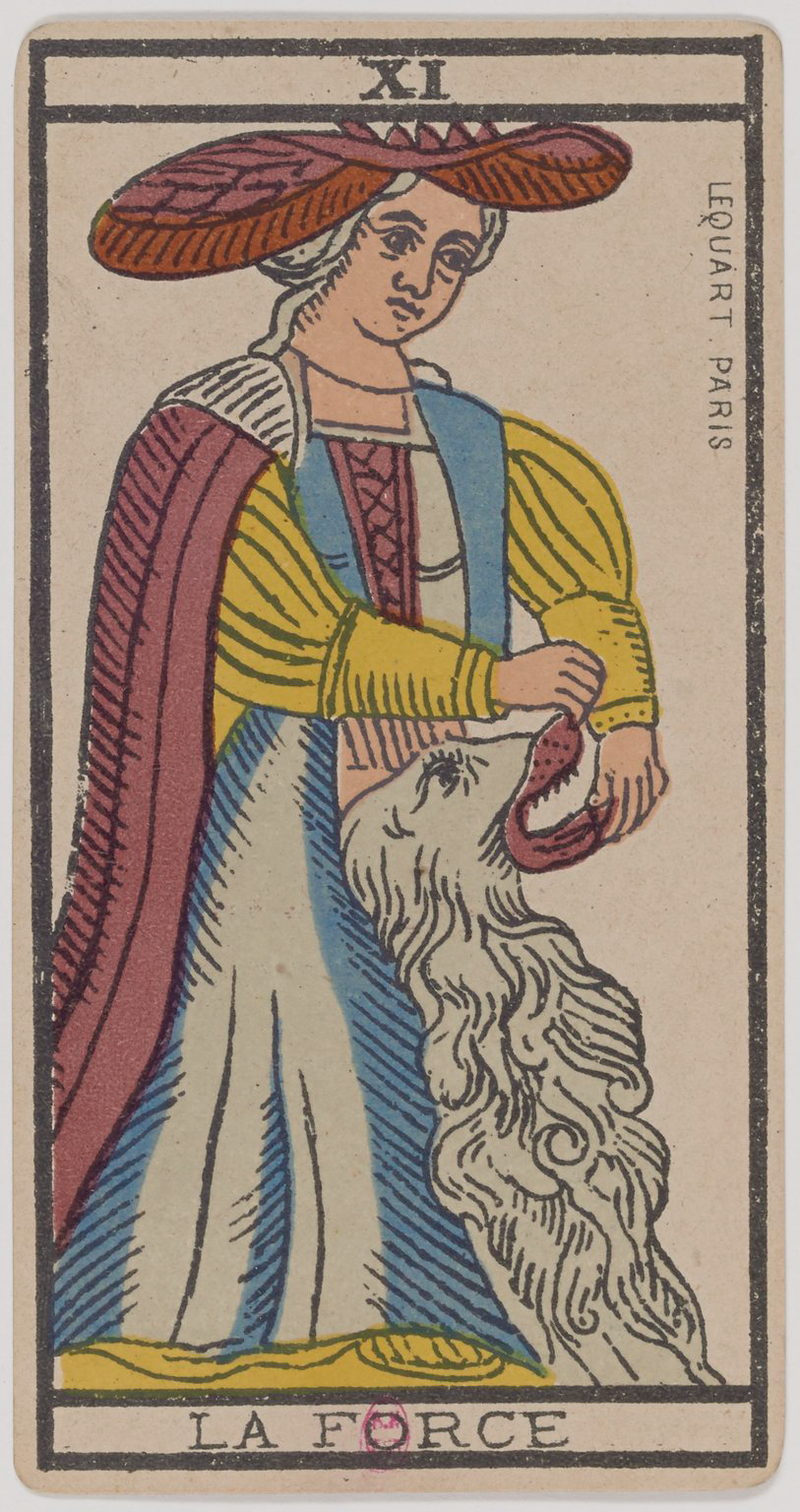
La Força, onzè arcà major del tarot. Representació del Tarot de Marsella

La Força (XI) l'onzè trumfo o Arcà major en les baralles de tarot (tot i que a la tradició iniciada pel tarot Rider-Waite és l'onzè) i s'utilitza tant per als jocs populars de tarot com en la cartomància. En altres tarots antics, com el de Mantegna, se la coneix també com la Fortitud i acompanya dues de les altres virtuts cardinals del tarot: la Temprança i la Justícia.

## Iconografia
Una dona obre la boca d'un lleó amb les mans. Està vista en tres quarts, mentre que el lleó es troba de perfil. La mà dreta es recolza en el musell del lleó, mentre que amb l'esquerra empeny el maxilar inferior. El personatge vesteix una falda blava i un guardapits del mateix color amb ornaments grocs, així com un capell que recorda al del Mag. Del lleó només es veu el cap, la melena i una de les cames davanteres.
La Força, simbolitzada pel triomf de l'espècie humana sobre les bèsties o la naturalesa, fou àmpliament glorificada en la literatura antiga i en l'art medieval. Alguns exemples són la història de Samsó en l'Antic Testament o els treballs d'Hèrcules en la mitologia grega. El fet que en les representacions masculines apareguin amb un garrot (com passa en el Tarot Visconti-Sforza) fan més probable que la referència sigui precisament d'Hèrcules. Tot i així, en els models més estesos, com el Tarot de Marsella la figura humana és femenina, de manera que hi ha qui la relaciona amb la nimfa caçadora Cirene, de la qual Píndar afirmava que "sola, i sense tan sols una llança, combatía contra un espantós lleó".

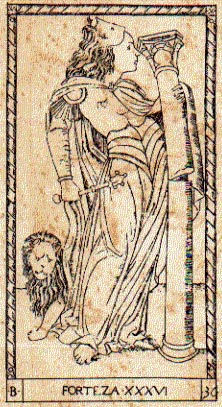
La Fortezza, Tarot de Mantegna, cap a 1465 (Ferrara)

A més del lleó, propi del model de Marsella, altres patrons antics com el Tarot dels Medici o en Minchiate representen aquest trumfo com una dona que trenca un pilar de pedra. En aquest cas tornam a la referència a Samsó (si bé se la imatge és d'una dona perquè així és com es representen tradicionalment del virtuds cartdinals). En aquest sentit resulta interessant la representació que es fa al Tarocchi del Mantegna, en que apareixen ambdós elements: un lleó a l'esquerra de la figura femenina i una columna a la dreta, fusionant ambdós dissenys.
Si bé aquest ha estat tradicionalment el l'onzè arcà i la Justícia el vuitè, en el segle xix això canvià quan A. E. Wite els intercanvià la numeració. Aquesta mesura anava encaminada a aconseguir una major correspondència astronòmica, ja que Lleó (constel·lació amb la que identificava la Força) és anterior a Balança (constel·lació amb la que identificava la Justícia).A causa de la importància de la seva baralla, referent del tarot en el món anglosaxó, avui dia aquesta doble numeració (una segons la tradició italo-marsellesa, l'altra segons la tradició anglosaxona) es troba molt estesa.

## Interpretació
Aquest arcà parla de l'emergència d’una nova consciència que passa, principalment, per la relació amb les forces instintives. De fet, Jodorowsky la defineix com “la pròpia potència de la Consciència, sota el seu aspecte de punt d’unió entre allò superior i allò inferior, entre l'energia espiritual i l'energia instintiva”.
Sovint se la relaciona amb la capacitat de sobreposar-nos als instints, a les pulsions bàsiques, un ensinistrament carinyós de les forces salvatges i representa, per tant, l’armonía entre l’humà civilitzat i la seva naturalesa animal. La clau de la carta seria, doncs, la paciència i el valor, les eines amb les que la dona de la imatge ensinistra al lleó, que simbolitza la bèstia interior, la nostra part animal, i li obre la boca sense que sigui necessària cap tipus de violència ni baralla.
Eden Gray fa referència al símbol d'infinit que hi ha sobre el seu cap (en el tarot de Marsella, en forma de capell, en el Rider, de manera més explícita), indicant que representa la il·luminació i els poders espirituals, mentre que el lleó representa les passions dels animals i els desitjos terrestres.
Segons La clau pictòrica del Tarot d'A. E. Waite, la carta de La Força té diverses associacions endevinatòries: potència, energia, acció, coratge, magnanimitat, èxit i honors. Per altra banda, invertit parla de despotisme, abús de poder, debilitat, discòrdia i de vegades, fins i tot, desgràcia.
| Precedit per: La Roda de la Fortuna (X) | Arcans majors del Tarot | Succeït per: El Penjat (XII) |

La Força (XI)
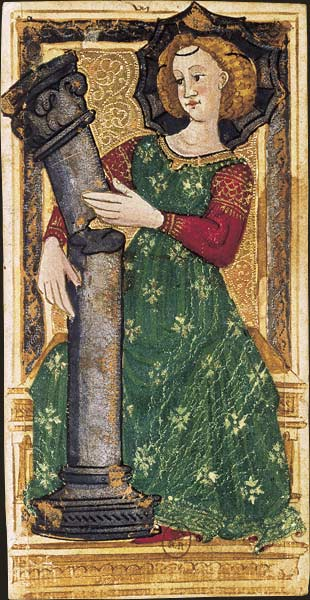
Baralla de Carles VI, segle XV.
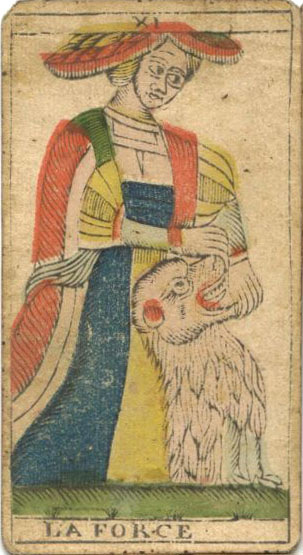
Tarot de Besançon, cap a 1820 –1830.
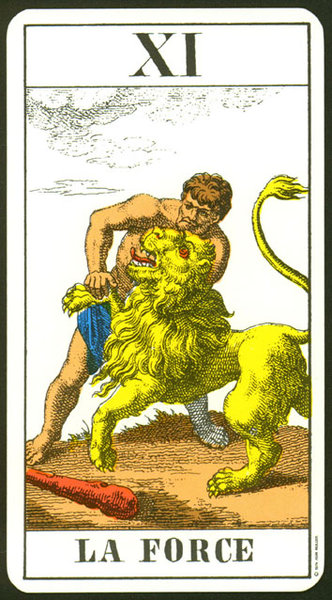
Tarot 1JJ, entre 1831 i 1838.
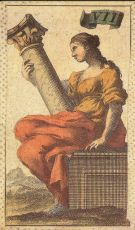
Minchiate, cap a 1725.
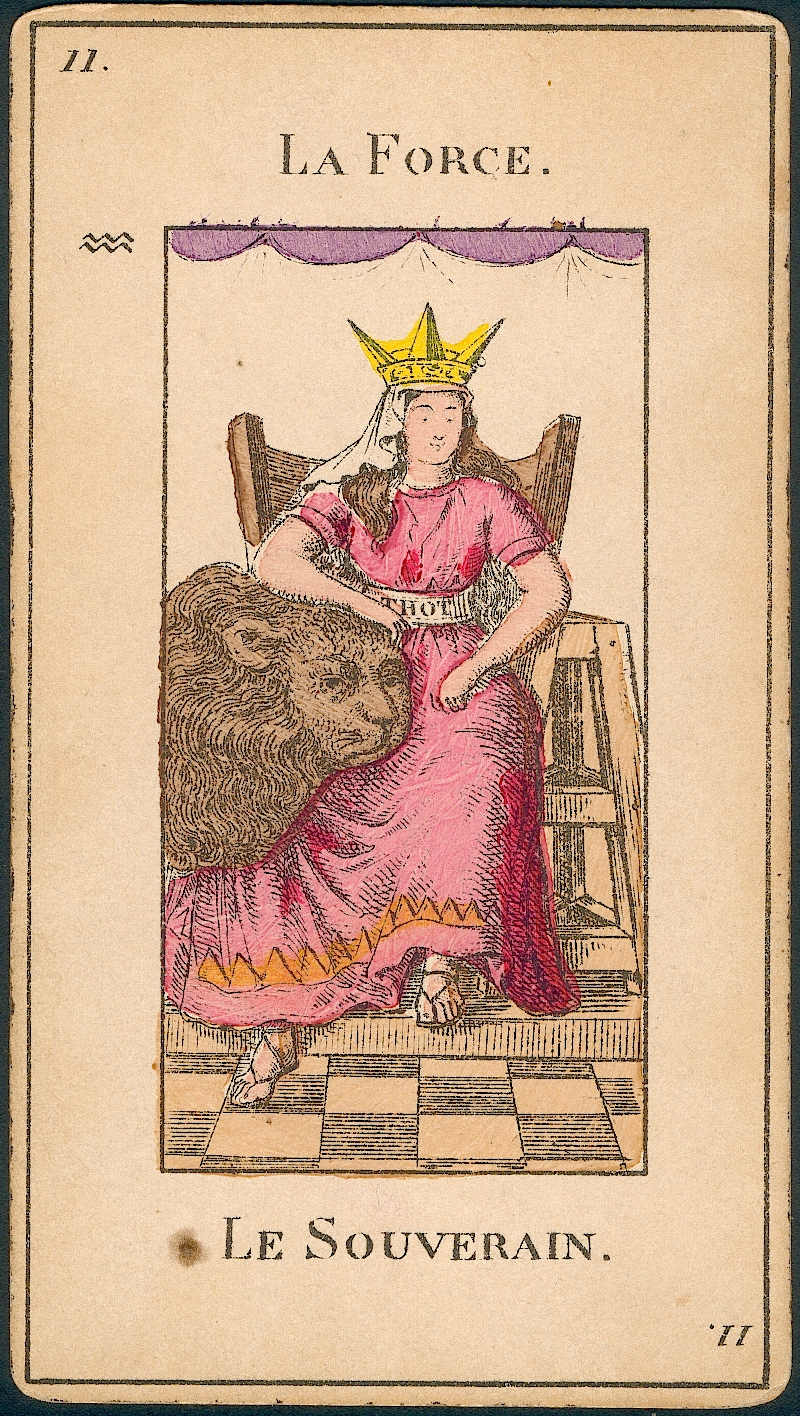
Tarot d'Etteilla, cap a 1890.
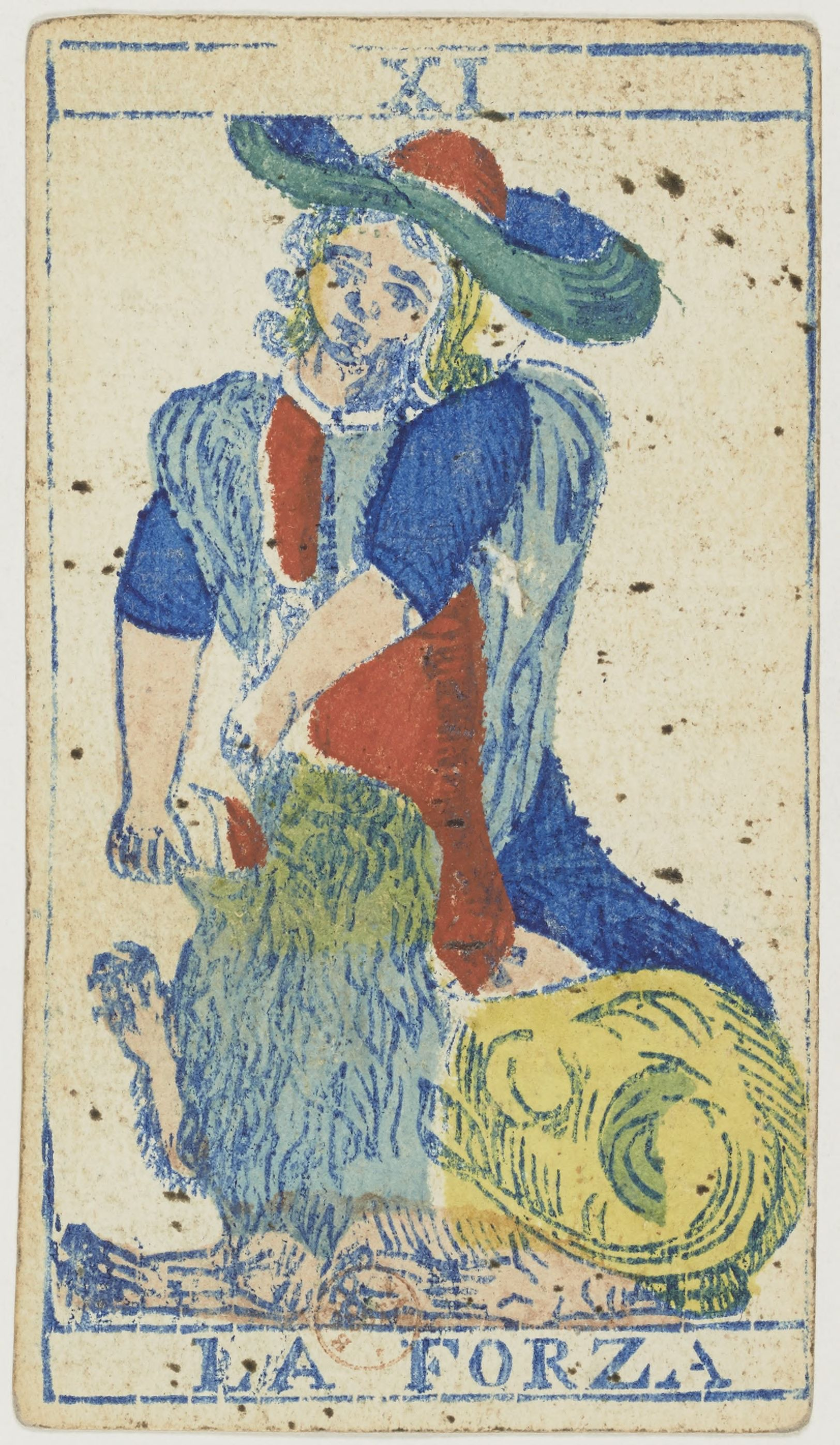
Tarot Piemontès, 1865.
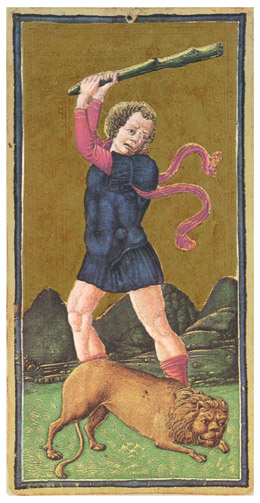
Tarot Visconti-Sforza, entre 1440 i 1470.
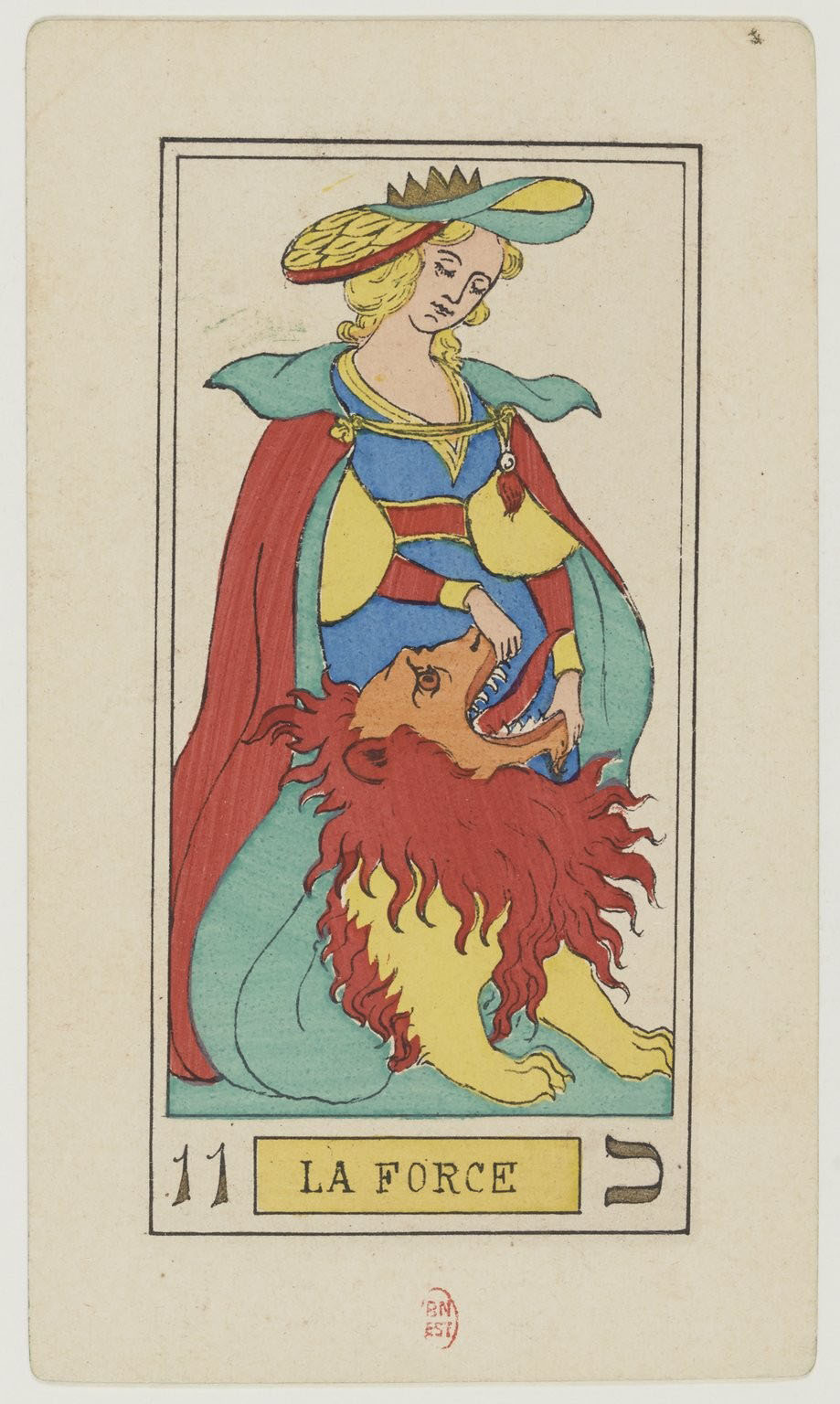
Tarot d'Oswald Wirth, 1889.
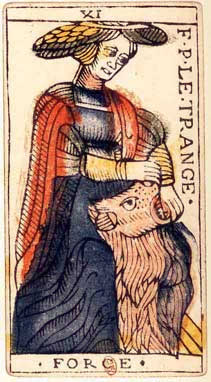
Tarot de Jean Dodal, entre 1701 i 1715.
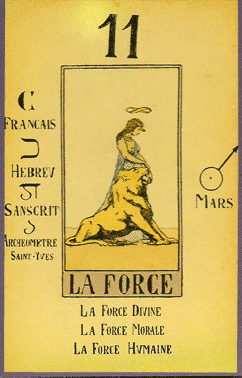
Disseny de l'arcà per al llibre de Papus Le Tarot Divinatoire. Le Livre des Mystères et les Mystères du Livre. Clef du tirage des cartes et des sorts. Avec la reconstitution complète des 78 lames du Tarot Égyptien et de la méthode d'interprétation. Les 22 arcanes majeurs et les 56 arcanes mineurs (1909).